# Michy Batshuayi
Michy Batshuayi-Atunga (Brussel, 2 oktober 1993) is een Belgisch-Congolees voetballer die doorgaans als centrale aanvaller speelt. Hij tekende in juli 2016 een contract tot medio 2021 bij Chelsea, dat circa € 40.000.000,- voor hem betaalde aan Olympique Marseille. Een succes werd het niet. Hij werd achtereenvolgend uitgeleend aan Borussia Dortmund, Valencia, tweemaal aan Crystal Palace en Beşiktaş. Begin september 2022 tekende hij een contract bij Fenerbahçe. 2 jaar later, begin juli 2024 tekende hij een contract bij Galatasaray. In januari 2025 maakte hij de overstap naar Eintracht Frankfurt. Hij debuteerde in 2015 in het Belgisch voetbalelftal. Batshuayi speelde op het WK van 2018 en 2022 en op de EK's van 2016 en 2020. Batshuayi is een broer van voetballer Aaron Leya Iseka.

## Carrière

### Jeugd
Batshuayi's ouders emigreerden eind jaren 80 van Congo naar België en vestigden zich in de regio Brussel. Hij was een straatvoetballer die net als Ilombe Mboyo, diens neef Geoffrey Mujangi Bia en Andréa Mbuyi-Mutombo leerde voetballen op het pleintje van Pirsoulpark in Sint-Agatha-Berchem. Batshuayi begon in clubverband met voetballen bij Evere en Schaarbeek. Hij werd in 2005 opgenomen in de jeugdopleiding van FC Brussels, die hij op dertienjarige inruilde voor die van RSC Anderlecht. Hier viel hij naast het veld vooral negatief op. Na een wedstrijd tegen Lierse SK maakten enkele spelers van Anderlecht, waaronder Batshuayi, amok. De club stuurde hem na een jaar weg. "Ze hadden gelijk dat ze me buiten gooiden want ik was bepaald geen engeltje," liet Batshuayi achteraf optekenen. De Congolese Belg ging weer voor FC Brussel spelen waar hij werd gezien door Dominique D'Onofrio, toen onder meer verantwoordelijk voor de jeugd van Standard Luik. Dat lijfde hem na een proefperiode in, maar ook hier had hij gezagsproblemen. Bij de jeugd van Standard werd hij meer dan eens disciplinair gestraft.

### Standard Luik
Batshuayi werd in het seizoen 2010/11 op zeventienjarige leeftijd opgenomen in de selectie van het eerste elftal van Standard Luik. Hij debuteerde op 20 februari 2011 onder D'Onofrio op het hoogste niveau. De aanvaller mocht toen tegen AA Gent na iets meer dan 80 minuten invallen voor Franck Berrier. Hij vormde bij de club aanvalsduo's met Gohi Bi Cyriac en Mohamed Tchité. Op 27 juli 2011 mocht hij in de voorrondes van Champions League invallen tegen FC Zürich. Later nam hij met Standard deel aan de Europa League. Op 15 december 2011 scoorde hij tegen FC Kopenhagen zijn eerste Europese doelpunt.
Na het vertrek van Tchité naar Club Brugge en Cyriac naar Anderlecht leek Batshuayi op weg om een vaste waarde te worden bij Standard. Na zijn vroege uitsluiting in een bekerwedstrijd tegen toenmalig tweedeklasser Mouscron-Péruwelz in september 2012 belandde hij naast het team. Een maand later gaf trainer Mircea Rednic hem een nieuwe kans. Daarna groeide Batshuayi alsnog uit tot een vaste waarde. Ook onder Rednics opvolger Guy Luzon vormden Batshuayi en Imoh Ezekiel het vaste spitsenduo van Standard. Hij maakte op 15 september 2013 een hattrick tegen KV Oostende.
Batshuayi won in mei 2014 de Ebbenhouten Schoen, de prijs voor de beste Afrikaanse speler in de Belgische competitie. Ook zijn ploegmaats Paul-José Mpoku en Ezekiel eindigden in de top vijf. Hij volgt Mbaye Leye op. Hij is na Marouane Fellaini de tweede Standard speler die deze prijs wint. Hij werd ook tweede in het referendum Profvoetballer van het Jaar na Thorgan Hazard.
In totaal scoorde Batshuayi 44 doelpunten in 120 wedstrijden voor Standard. In het seizoen 2015/16 trof hij 21 keer raak in de Jupiler Pro League. Alleen Lokeren aanvaller Hamdi Harbaoui deed beter met 22 goals.

### Olympique Marseille
Batshuayi ruilde Standard Luik in op 1 juli 2014 voor Olympique Marseille voor ruim € 6.000.000,-. Het was trainer Marcelo Bielsa zelf die Batshuayi erbij wilde bij de Franse topclub. Hij maakte zijn debuut voor Marseille op de eerste speeldag van de Ligue 1 tegen SC Bastia. Hij mocht 11 minuten voor tijd invallen voor Dimitri Payet. De 3-3 einduitslag stond toen al op het bord. Op 29 oktober 2014 scoorde hij zijn eerste doelpunt in Franse loondienst, dit in een 2-1 nederlaag tegen Rennes voor de Coupe de la Ligue. Op 22 februari 2015 scoorde hij tegen Saint-Étienne voor het eerst twee keer als invaller voor André-Pierre Gignac. In maart 2015 wist hij tegens ook tweemaal te scoren tegen Toulouse en Lens. Hij was in zijn eerste seizoen vooral invaller. Hierin wist hij toch negen keer te scoren in 26 competitieduels. In de daaropvolgende transferperiode verliet aanvaller André-Pierre Gignac de club, waardoor Batshuayi in zijn tweede seizoen basisspeler werd.
Op 25 augustus maakte Batshuayi zijn eerste twee doelpunten van het seizoen tegen Troyes in een 6-0 overwinning. Batchuayi presteerde sterk voor de Zuid-Fransen. De eerste vijftien wedstrijden scoorde hij tien keer. In een interview verklaarde Marseille-voorzitter Vincent Lebrune dat De Rode Duivel meer dan € 30.000.000,- moest opbrengen. Onder andere Arsenal, Chelsea en Tottenham Hotspur lieten hun interesse blijken. Hij maakte zeventien doelpunten in de competitie en scoorde in de UEFA Europa League tegen SC Braga, FC Groningen, Slovan Liberec en Athletic Bilbao.

### Chelsea
Batshuayi tekende in juli 2016 een contract tot medio 2021 bij Chelsea. Chelsea betaalde circa € 40.000.000,- voor hem aan Olympique Marseille. Bij Chelsea zijn landgenoten Thibaut Courtois, Eden Hazard en Charly Musonda junior. Bij Chelsea hoopt men ongetwijfeld op een Didier Drogba-scenario. De Ivoriaan werd ooit ook weggehaald bij Olympique Marseille en groeide op Stamford Bridge vervolgens uit tot publiekslieveling en een van de  beste spitsen ter wereld. Hij moest er de concurrentie aangaan met Diego Costa. In zijn eerste drie wedstrijden scoorde Batshuayi al driemaal, waaronder twee doelpunten in de League Cup tegen Bristol Rovers. In het seizoen 2016/17 kwam hij onder coach Antonio Conte amper van de bank, maar hij bezorgde Chelsea wel de zesde landstitel uit de geschiedenis door op vrijdag 12 mei 2017 de enige treffer laat in de wedstrijd voor zijn rekening te nemen in de uitwedstrijd tegen West Bromwich Albion. Batshuayi kwam voor het eerst sinds 22 april nog eens in actie. Hij werd meestal gebruikt als invaller voor de laatste minuten. Michy kreeg én greep zijn kans in de belangrijkste wedstrijd van het seizoen. Een prima seizoenseinde dus, wat interesse opleverde van onder meer Monaco en PSG.
Ook in zijn tweede seizoen bij Chelsea kwam hij in de competitie maar weinig aan spelen toe. Door de komst van Álvaro Morata in de zomer werd hij Batshuayi terug naar het achterplan geduwd. In de FA cup en League Cup werd hij wel opgesteld en hier zorgde hij ook voor de nodige goals. Hoewel Batshuayi over alle officiële duels in het seizoen 2017-18 een hoger doelpuntengemiddelde kan voorleggen dan concurrent Morata (0.58 goals tegenover 0.49 goals per negentig minuten), was de Spanjaard nog altijd de eerste spits van The Blues. Op de bank zitten, dan scoren, maar toch weer naar de bank verwezen worden, dat is geen simpele situatie om mee om te gaan voor een aanvaller. Ondanks erg weinig speeltijd sinds zijn komst naar de Premier League (588 minuten op een mogelijk totaal van 5580 en slechts vier basisplaatsen), wist hij wel voordelige statistieken te behalen (10 goals in 25 wedstrijden met de Blues). Batshuayi nam afscheid met twee goals in de beker tegen Newcastle.

#### Verhuur aan Borussia Dortmund
Op 31 januari 2018, een tiental minuten voor de transfermarkt in Duitsland sloot, werd Batshuayi voor de rest van het seizoen verhuurd aan Borussia Dortmund, dat € 1.500.000,- zou neertellen voor zijn diensten. Er werd geen aankoopoptie in het contract opgenomen. Bij Dortmund moest hij de vervanger worden van Pierre-Emerick Aubameyang die naar Arsenal trok. De aanvaller ging er spelen met rugnummer 44. Eerder toonden ook West Ham en Tottenham nog interesse. Michy Batshuayi kende een droomdebuut bij Dortmund. In zijn eerste wedstrijd, slechts twee dagen na zijn aankomst, scoorde de Chelsea-huurling meteen tweemaal en deelde hij de assist uit aan André Schürrle voor de 2-3 winning goal op verplaatsing tegen 1. FC Köln. Twee wedstrijden later, allebei thuis, tegen Hamburg in de Bundesliga en tegen Atalanta Bergamo in de 1/16e finales van de Europa League, is Batshuayi betrokken bij acht goals van zijn nieuwe ploeg. De Belg ronde de kaap van de vijf goals af in slechts 270 minuten, een record. Tot zijn blessure die Batshuayi opliep half april tegen Schalke 04 scoorde hij negen keer in veertien wedstrijden. De blessure betekende het einde van een succesvolle uitleenbeurt aan de Borussen. Een permanente deal kwam er echter niet van: Dortmund voldeed niet aan de vraagprijs van Chelsea.

#### Verhuur aan Valencia
Na de Wereldbeker in Rusland stond Batshuayi weer op het trainingsveld bij Chelsea. Maar ook coach Sarri, de opvolger van Conte, stuurt hem door. In de pikorde van de spitsen zou hij Morata voor zich moeten dulden en ook Giroud loopt nog steeds op Chelsea rond. Valencia huurt Batshuayi voor een seizoen. Ook in het Mestallastadion zal "Batsman" - in het clublogo van Valencia staat bovenaan een vleermuis - voorin met heel wat concurrentie af te rekenen krijgen. Rodrigo en de Italiaan Simone Zaza zijn er de vaste waardes. Valencia betaalde ruim € 3.000.000,- voor de huur en had een optie tot aankoop. Op 20 augustus 2018 debuteerde Batshuayi tegen Atletico Madrid. Batshuayi startte op de bank en mocht een kwartier voor tijd invallen. Zijn eerste goal scoorde hij op 26 september 2018 tegen Celta de Vigo. Trainer Marcelino is dan ook niet onder de indruk. Batshuayi kwam over alle competities heen 23 keer in actie, maar slechts negen keer als basisspeler en amper vier keer bleef hij de volledige match tussen de lijnen. Hij wist maar drie doelpunten te maken. Na een half seizoen keerde hij eind januari 2019 terug naar Chelsea.

#### Verhuur aan Crystal Palace
Bij zijn terugkeer naar Chelsea werd Batshuayi op 31 januari 2019 meteen verhuurd aan Crystal Palace, dit tot het einde van het seizoen. In de huurovereenkomst tussen Chelsea en Palace werd er geen optie tot aankoop opgenomen. Hij debuteerde op 2 februari 2019 tegen Fulham. Zijn eerste doelpunt wist Batshuayi te scoren in zijn derde wedstrijd voor zijn nieuwe club, dit tegen Leicester City. Op de laatste speeldag wist hij twee keer te scoren tegen Bounemounth. Hij werd hoofdzakelijk gebruikt als wisselspeler. In dertien wedstrijden wist Batshuayi zes keer te scoren.

#### Terugkeer naar Chelsea
Chelsea besloot Batshuayi een nieuwe kans te geven. Op 23 oktober 2019 scoorde hij als invaller de winnende goal (0-1) in de uitwedstrijd tegen Ajax, in de groepsfase van de UEFA Champions League. In zestien hoofdzakelijk korte invalbeurten wist Batchuayi één keer te scoren. In alle competities samen liet hij driemaal de netten trillen.

#### Tweede verhuur aan Crystal Palace
Bij Chelsea was Batshuayi in de pikorde voorin helemaal weggezakt. Hij moest er met nieuwe aankoop Timo Werner, Olivier Giroud en Tammy Abraham liefst drie spitsen voor zich dulden. Daarom werd hij opnieuw uitgeleend aan Crystal Palace. Voor Batshuayi werd het de vierde uitleenbeurt sinds zijn komst naar Chelsea in 2016. Bij de ploeg van Christian Benteke kreeg hij het nummer 23. Chelsea wil nog een stevige som van dat bedrag recupereren en verlengde daarom de in juni 2021 aflopende overeenkomst van de spits met één jaar. Bij Chelsea kwam hij tussendoor tot een respectabele 25 goals en 6 assists in 77 wedstrijden. Hij was er echter nooit eerste keus. De spits scoorde dit seizoen amper tweemaal en gaf 2 assist in twintig wedstrijden bij Crystal Palace.

#### Verhuur aan Beşiktaş
Op de Premier Leaguelijst had Chelsea dit seizoen geen plaatsje voor Batshuayi. Door de komst van Romelu Lukaku was hij verder in de pikorde gedaald. Het werd de B-kern of vertrekken. Op 18 augustus 2021 kondigde de Turkse topclub Beşiktaş de komst aan van Michy Batshuayi. Batshuayi moet voorin de concurrentie aangaan met onder meer Cyle Larin (ex-Zulte Waregem). Batshuayi werd zo voor de vijfde keer uitgeleend door Chelsea. Besiktas betaalde slechts € 150.000,- om Batshuayi voor één jaar vast te leggen. Er werd geen aankoopoptie in de overeenkomst opgenomen. Batshuayi verlengde tegelijkertijd zijn contract in Londen tot medio 2023, zodat hij het volgende jaar niet transfervrij weg kon. Hij debuteerde voor zijn nieuwe club tegen Gaziantep FK waar hij 22 minuten voor tijd mocht invallen. In zijn derde wedstrijd voor Beşiktaş was het meteen raak. Hij legde er meteen twee in het mandje tegen Yeni Malatyaspor. De daaropvolgende speeldag scoorde hij opnieuw. In een felbevochten 2-3 zege geboekt bij Antalyaspor haalde Beşiktaş een dubbele achterstand op dankzij een doelpunt en assist van Michy Batshuayi. Op 6 januari behaalde Batshuayi de Supercup dan maar op tegen verliezend bekerfinalist Antalyaspor. De wedstrijd eindigde op 1-1. In de strafschoppenreeks deed Batshuayi daarin zijn duit in het zakje.
Batshuayi scoorde uiteindelijk 14 goals in 33 wedstrijden in het truitje van Besiktas. Hij was ook goed voor 5 assists. In de competitie eindigde Besiktas op de zesde plek en greep zo naast een Europees ticket.

### Fenerbahçe
Na zijn uitleenbeurt aan Besiktas trok Michy Batshuayi bij Chelsea definitief de deur achter zicht dicht en vertrok hij naar een andere Turkse club. Batshuayi kwam niet meer in de plannen van manager Thomas Tuchel voor. Nadat zijn transfer naar Nottingham Forest administratief niet op tijd afgehandeld raakte, werd bekend dat Batshuayi voor Fenerbahçe zou spelen. Na vijf keer uitgeleend te worden kwam het deze keer wel tot een definitieve transfer. Er zou zo'n € 3.500.000,- betaald zijn aan de Engelsen. Batshuayi tekende er een contract voor twee jaar met optie voor nog één jaar. Hij speelt er met het rugnummer 23.
Op 8 september beleefde Batshuayi een droomdebuut bij Fenerbahçe. In zijn eerste speelminuten voor de Turkse club kroonde hij zich meteen tot matchwinnaar door de late 2-1 tegen Dinamo Kiev (een wedstrijd in de Europa League) te scoren. Hij kwam na 69 minuten João Pedro vervangen. Op de derde en vierde speeldag van de Europa League, telkens tegen AEK Larnaca was hij goed voor een doelpunt. Zijn eerste doelpunt in de Süper Lig scoorde hij in zijn derde competitiewedstrijd tegen  Karagümrük (5-4 overwinning). Op 17 oktober scoorde hij tegen Ankaragücü voor de vierde keer op rij. Hij maakte het openingsdoelpunt na amper drie minuten (einduitslag 0-3). Zo zat hij na acht officiële wedstrijden voor zijn nieuwe Turkse werkgever al aan vijf doelpunten. Dat is een gemiddelde van één goal om de 57 minuten. Twee speeldagen later pakte hij uit een hattrick tegen Istanbulspor. Hij gaf ook nog één assist in de 2-5 overwinning. In de competitie scoorde hij 12 keer in 19 wedstrijden. Ook in de bekercompetitie was hij trefzeker met vijf doelpunten in even veel wedstrijden. In de finale schonk Michy Batshuayi Fenerbahçe tegen Başakşehir met twee goals eigenhandig de Turkse beker (2-0). Over alle competities samen was hij 20 keer trefzeker in 32 wedstrijden. 
In zijn tweede seizoen kreeg Batshuayi in de competitie steevast de invallersrol toebedeeld. Een rol waarin hij wel uitblonk met 12 doelpunten. Met een gemiddelde van 1 doelpunt elke 66 minuten was hij zelfs een van de meest doeltreffende spitsen in Europa. Enkel in de Conference League, waarin hij scoorde tegen Union, en de Turkse beker, waarin hij 6 keer scoorde in amper 3 duels, kon Batshuayi rekenen op een basisplek. Daar lijkt Basthuayi geen vrede mee te nemen en dan is een vertrek een logisch gevolg.

### Galatasaray
Na zijn contract bij Fenerbahçe tekende hij bij aartsrivaal Galatasaray. Hiermee werd Batshuayi de eerste buitenlander die onder contract kwam te staan bij De Grote Drie van Turkije: Beşiktaş, Fenerbahçe en Galatasaray. Hij kwam transfervrij over en tekende een contract voor drie seizoenen. Bij Galatasaray werd hij ploegmaat van Dries Mertens.
Op de eerste speeldag tegen Hatayspor mocht hij meteen invallen voor Léo Dubois. In de 90e minuut tikte hij van dichtbij de winning goal binnen. Hij verloor uiteindelijk de concurrentie met Victor Osimhen. In een half jaar bij Galatasaray fungeerde Batshuayi hoofdzakelijk als invaller. Hij scoorde zeven keer en gaf twee assists in dertig wedstrijden.

### Eintracht Frankfurt
Omdat hij in Turkije niet zoveel speelminuten kreeg versierde Batshuayi op Transfer Deadline Day naar Eintracht Frankfurt. De 31-jarige Batshuayi wordt bij Frankfurt ploegmaat van Arthur Theate. Hij tekende er een contract tot juni 2027. Er zou zo'n € 3.000.000,- betaald zijn aan de Turken.
Batshuayi debuteerde meteen in de basis bij zijn nieuwe club tegen Borussia Mönchengladbach waarin hij niet tot scoren kwam. De wedstrijd eindigde op 1-1. Op 9 maart scoorde hij tegen Union Berlijn zijn eerste doelpunt. Zijn ploeg verloor alsnog met 1-2.

## Clubstatistieken
| Seizoen | Club                | Competitie       | Competitie | Competitie | Beker | Beker | Europees | Europees | Totaal | Totaal |
| Seizoen | Club                | Competitie       | Wed.       | Dlp.       | Wed.  | Dlp.  | Wed.     | Dlp.     | Wed.   | Dlp.   |
| ------- | ------------------- | ---------------- | ---------- | ---------- | ----- | ----- | -------- | -------- | ------ | ------ |
| 2010/11 | Standard Luik       | Eerste klasse    | 2          | 0          | 0     | 0     | —        | —        | 2      | 0      |
| 2011/12 | Standard Luik       | Eerste klasse    | 23         | 6          | 2     | 2     | 8        | 1        | 33     | 9      |
| 2012/13 | Standard Luik       | Eerste klasse    | 34         | 12         | 2     | 0     | —        | —        | 36     | 12     |
| 2013/14 | Standard Luik       | Eerste klasse    | 38         | 21         | 1     | 0     | 10       | 2        | 49     | 23     |
| 2014/15 | Olympique Marseille | Ligue 1          | 26         | 9          | 2     | 1     | —        | —        | 28     | 10     |
| 2015/16 | Olympique Marseille | Ligue 1          | 36         | 17         | 7     | 2     | 7        | 4        | 50     | 23     |
| 2016/17 | Chelsea             | Premier League   | 20         | 5          | 8     | 4     | 0        | 0        | 28     | 9      |
| 2017/18 | Chelsea             | Premier League   | 12         | 2          | 8     | 6     | 4        | 2        | 24     | 10     |
| 2017/18 | → Borussia Dortmund | Bundesliga       | 10         | 7          | 0     | 0     | 4        | 2        | 14     | 9      |
| 2018/19 | → Valencia          | Primera División | 13         | 1          | 2     | 1     | 5        | 1        | 20     | 3      |
| 2018/19 | → Crystal Palace    | Premier League   | 11         | 5          | 2     | 1     | —        | —        | 13     | 6      |
| 2019/20 | Chelsea             | Premier League   | 16         | 1          | 4     | 4     | 4        | 1        | 22     | 6      |
| 2020/21 | → Crystal Palace    | Premier League   | 18         | 2          | 2     | 0     | —        | —        | 20     | 2      |
| 2021/22 | → Besiktas          | Süper Lig        | 33         | 14         | 4     | 0     | 5        | 0        | 42     | 14     |
| 2022/23 | Fenerbahçe          | Süper Lig        | 19         | 12         | 5     | 5     | 8        | 3        | 32     | 20     |
| 2023/24 | Fenerbahçe          | Süper Lig        | 27         | 12         | 3     | 6     | 13       | 6        | 43     | 24     |
| 2024/25 | Galatasaray         | Süper Lig        | 14         | 5          | 1     | 0     | 8        | 2        | 22     | 7      |
| TOTAAL  | TOTAAL              | TOTAAL           | 352        | 131        | 53    | 32    | 76       | 24       | 478    | 187    |

Bijgewerkt tot en met 16 november 2024.

## Nationale ploeg

### Beloften
Batshuayi speelde van 2012 tot en met 2014 in het Belgisch voetbalelftal onder 21. Hij had in maart 2013 een conflict met coach Johan Walem. Batshuayi en diens ploegmaat Ibrahima Cissé werden uit de selectie gezet nadat ze enkele callgirls op hun hotelkamer hadden uitgenodigd.

### België
Bondscoach Marc Wilmots riep Batshuayi in 2015 op voor het Belgisch voetbalelftal voor een EK-kwalificatiewedstrijd tegen Cyprus op 28 maart 2015. Hierin viel hij in de 77e minuut in voor Christian Benteke en maakte hij in de 80ste minuut 5-0, op aangeven van Radja Nainggolan. Hij speelde op 13 november 2015 zijn tweede interland, vriendschappelijk tegen Italië. Hij mocht ditmaal na 63 minuten invallen voor Romelu Lukaku. Na 82 minuten zette hij de 3-1 eindstand op het bord.

#### EK 2016 Frankrijk
Wilmots nam Batshuayi in juni 2016 mee naar het EK 2016. Hij was tijdens het toernooi actief in de achtste finale tegen Hongarije en in de kwartfinale tegen Wales, telkens als invaller. Bij de 4-0-overwinning op de Hongaren maakte hij op aangeven van Eden Hazard de 2-0.
In een WK-kwalificatiewedstrijd tegen Cyprus verving hij Lukaku in de 74e minuut. In dat duel mocht hij een strafschop nemen om de 4-0 te maken, maar hij miste. In dezelfde kwalificatiereeks speelde hij ook de wedstrijden tegen Gibraltar, Estland, Bosnië en Herzegovina en weer Cyprus. Tweemaal als basisspeler en tweemaal als invaller. Tegen Bosnië scoorde hij ook nog.

#### WK 2018 Rusland
Bondscoach Roberto Martínez nam de spits mee naar Rusland voor het WK 2018. Tegen Panama bleef hij de hele wedstrijd op de bank. In de tweede groepswedstrijd tegen Tunesië, gespeeld op zaterdag 23 juni, viel hij in de 68ste minuut in voor aanvoerder Eden Hazard. In de 90ste minuut scoorde hij de 5-1. België won uiteindelijk met 5-2. Hij speelde de derde groepswedstrijd tegen Engeland volledig en mocht daarna nog één keer invallen in de verloren halve finale tegen Frankrijk.

#### EK 2020
Batshuayi zat in de EK selectie voor het Europees kampioenschap 2021. Zijn deelname bleef echter beperkt tot één korte invalbeurt. In de met 2-0 gewonnen overbodige wedstrijd tegen Finland in de groepsfase viel hij in minuut 76 in voor Jérémy Doku.

#### WK 2022 Qatar

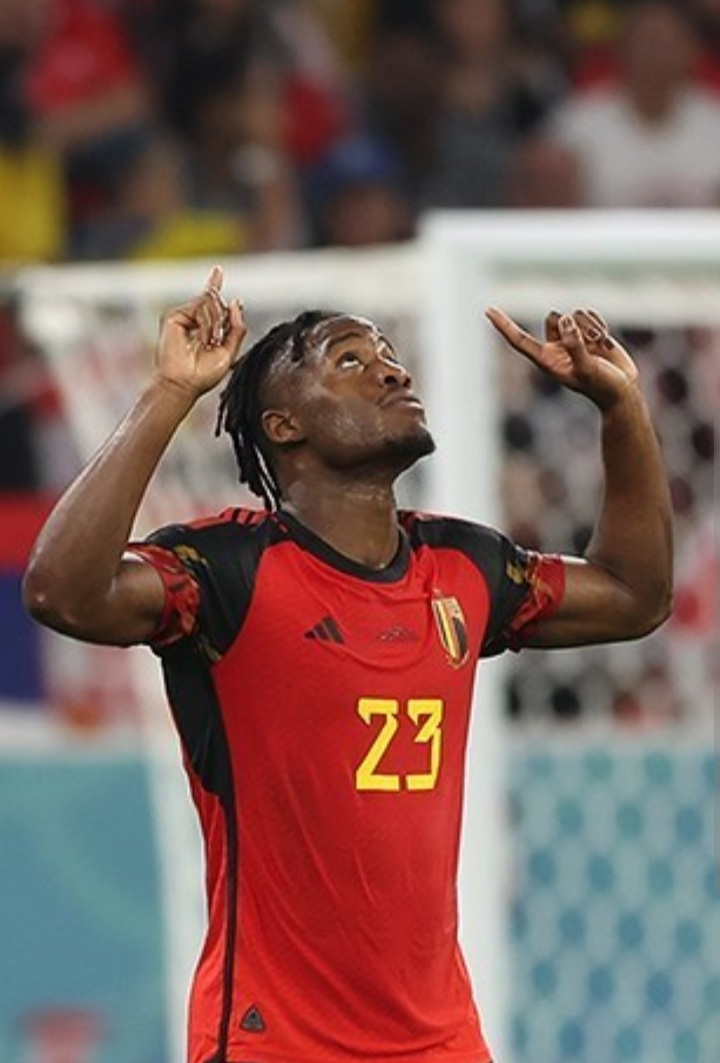
Michy Batshuayi op het WK 2022 in Qatar

Op 10 november 2022 hakte Martinez de knoop voor de definitieve WK selectie door. Batshuayi maakte hiervan zoals verwacht deel uit. In de eerste twee groepswedstrijden tegen Canada (1-0 overwinning) en Marokko (0-2 verlies) stond hij in de basis. Tegen Canada trapte hij een gemeten dieptebal van Toby Alderweireld tegen de netten. Tegen Kroatië (0-0) bleef hij op de bank ten nadele van Dries Mertens.

## Interlands
| Interlands van Michy Batshuayi voor België | Interlands van Michy Batshuayi voor België | Interlands van Michy Batshuayi voor België | Interlands van Michy Batshuayi voor België | Interlands van Michy Batshuayi voor België | Interlands van Michy Batshuayi voor België |
| №                                          | Datum                                      | Wedstrijd                                  | Uitslag                                    | Soort wedstrijd                            | Doelpunten                                 |
| Als speler bij Olympique Marseille         | Als speler bij Olympique Marseille         | Als speler bij Olympique Marseille         | Als speler bij Olympique Marseille         | Als speler bij Olympique Marseille         | Als speler bij Olympique Marseille         |
| ------------------------------------------ | ------------------------------------------ | ------------------------------------------ | ------------------------------------------ | ------------------------------------------ | ------------------------------------------ |
| 1.                                         | 28 maart 2015                              | België - Cyprus                            | 5 - 0                                      | Kwalificatie EK 2016                       | 80'                                        |
| 2.                                         | 13 november 2015                           | België - Italië                            | 3 - 1                                      | Vriendschappelijk                          | 83'                                        |
| 3.                                         | 29 maart 2016                              | Portugal - België                          | 2 - 1                                      | Vriendschappelijk                          | -                                          |
| 4.                                         | 28 mei 2016                                | Zwitserland - België                       | 1 - 2                                      | Vriendschappelijk                          | -                                          |
| 5.                                         | 1 juni 2016                                | België - Finland                           | 1 - 1                                      | Vriendschappelijk                          | -                                          |
| 6.                                         | 26 juni 2016                               | Hongarije - België                         | 0 - 4                                      | EK 2016 achtste finale                     | 78'                                        |
| 7.                                         | 1 juli 2016                                | Wales - België                             | 3 - 1                                      | EK 2016 achtste finale                     | -                                          |
| Als speler bij Chelsea FC                  |                                            |                                            |                                            |                                            |                                            |
| 8.                                         | 6 september 2016                           | Cyprus - België                            | 0 - 3                                      | Kwalificatie WK 2018                       | -                                          |
| 9.                                         | 10 oktober 2016                            | Gibraltar - België                         | 0 - 6                                      | Kwalificatie WK 2018                       | -                                          |
| 10.                                        | 5 juni 2017                                | België - Tsjechië                          | 2 - 1                                      | Vriendschappelijk                          | 25'                                        |
| 11.                                        | 9 juni 2017                                | Estland – België                           | 0 – 2                                      | Kwalificatie WK 2018                       | -                                          |
| 12.                                        | 7 oktober 2017                             | Bosnië en Herzegovina - België             | 3 - 4                                      | Kwalificatie WK 2018                       | 59'                                        |
| 13.                                        | 10 oktober 2017                            | België - Cyprus                            | 4 - 0                                      | Kwalificatie WK 2018                       | -                                          |
| Als speler bij Borussia Dortmund           |                                            |                                            |                                            |                                            |                                            |
| 14.                                        | 27 maart 2018                              | België – Saoedi-Arabië                     | 4 – 0                                      | Vriendschappelijk                          | 77'                                        |
| 15.                                        | 6 juni 2018                                | België – Egypte                            | 3 – 0                                      | Vriendschappelijk                          | -                                          |
| 16.                                        | 11 juni 2018                               | België – Costa Rica                        | 4 – 0                                      | Vriendschappelijk                          | 64'                                        |
| 17.                                        | 23 juni 2018                               | België – Tunesië                           | 5 – 2                                      | WK 2018 groepsfase                         | 90'                                        |
| 18.                                        | 28 juni 2018                               | België – Engeland                          | 1 – 0                                      | WK 2018 groepsfase                         | -                                          |
| Als speler bij Chelsea FC                  |                                            |                                            |                                            |                                            |                                            |
| 19.                                        | 10 juli 2018                               | Frankrijk – België                         | 1 – 0                                      | WK 2018 halve finale                       | -                                          |
| Als speler bij Valencia CF                 |                                            |                                            |                                            |                                            |                                            |
| 20.                                        | 7 september 2018                           | Schotland – België                         | 0 – 4                                      | Vriendschappelijk                          | 52' 60'                                    |
| 21.                                        | 16 oktober 2018                            | België – Nederland                         | 1 – 1                                      | Vriendschappelijk                          | -                                          |
| 22.                                        | 15 november 2018                           | België – IJsland                           | 2 – 0                                      | UEFA Nations League 2018/19                | 65' 81'                                    |
| 23.                                        | 18 november 2018                           | Zwitserland – België                       | 5 – 2                                      | UEFA Nations League 2018/19                | -                                          |
| Als speler bij Crystal Palace              |                                            |                                            |                                            |                                            |                                            |
| 24.                                        | 21 maart 2019                              | België – Rusland                           | 3 – 1                                      | Kwalificatie EK 2020                       | -                                          |
| 25.                                        | 24 maart 2019                              | Cyprus – België                            | 0 – 2                                      | Kwalificatie EK 2020                       | 18'                                        |
| Als speler bij Chelsea FC                  |                                            |                                            |                                            |                                            |                                            |
| 26.                                        | 8 augustus 2019                            | België – Kazachstan                        | 3 – 0                                      | Kwalificatie EK 2020                       | -                                          |
| 27.                                        | 6 september 2019                           | San Marino – België                        | 0 – 4                                      | Kwalificatie EK 2020                       | 43' (pen.) 90+2'                           |
| 28.                                        | 13 oktober 2019                            | Kazachstan – België                        | 0 – 2                                      | Kwalificatie EK 2020                       | 21'                                        |
| 29.                                        | 16 november 2019                           | Rusland – België                           | 1 – 4                                      | Kwalificatie EK 2020                       | -                                          |
| 30.                                        | 8 september 2020                           | België – IJsland                           | 5 – 1                                      | UEFA Nations League 2020/21                | 17' 69'                                    |
| Als speler bij Crystal Palace              |                                            |                                            |                                            |                                            |                                            |
| 31.                                        | 8 oktober 2020                             | België – Ivoorkust                         | 1 – 1                                      | Vriendschappelijk                          | 53'                                        |
| 32.                                        | 11 november 2020                           | België – Zwitserland                       | 2 – 1                                      | Vriendschappelijk                          | 49' 70'                                    |
| 33.                                        | 30 maart 2021                              | België – Wit-Rusland                       | 8 – 0                                      | Kwalificatie WK 2022                       | 14'                                        |
| 34.                                        | 3 juni 2021                                | België – Griekenland                       | 1 – 1                                      | Vriendschappelijk                          | -                                          |
| 35.                                        | 21 juni 2021                               | Finland - België                           | 0 – 2                                      | EK 2020 groepsfase                         | -                                          |
| Als speler bij Beşiktaş                    |                                            |                                            |                                            |                                            |                                            |
| 36.                                        | 5 september 2021                           | België – Tsjechië                          | 3 – 0                                      | Kwalificatie WK 2022                       | -                                          |
| 37.                                        | 8 september 2021                           | Wit-Rusland − België                       | 0 – 1                                      | Kwalificatie WK 2022                       | -                                          |
| 38.                                        | 7 oktober 2021                             | België – Frankrijk                         | 2 – 3                                      | UEFA Nations League 2020/21 halve finale   | -                                          |
| 39.                                        | 10 oktober 2021                            | Italië – België                            | 2 – 1                                      | UEFA Nations League 2020/21 troostfinale   | -                                          |
| 40.                                        | 26 maart 2022                              | Ierland – België                           | 2 – 2                                      | Vriendschappelijk                          | 12'                                        |
| 41.                                        | 29 maart 2022                              | België – Burkina Faso                      | 3 – 0                                      | Vriendschappelijk                          | –                                          |
| 42.                                        | 3 juni 2022                                | België – Nederland                         | 1 – 4                                      | UEFA Nations League 2022/23                | 90+3'                                      |
| 43.                                        | 8 juni 2022                                | België – Polen                             | 6 – 1                                      | UEFA Nations League 2022/23                | -                                          |
| 44.                                        | 11 juni 2022                               | Wales - België                             | 1 – 1                                      | UEFA Nations League 2022/23                | -                                          |
| 45.                                        | 14 juni 2022                               | Polen – België                             | 0 – 1                                      | UEFA Nations League 2022/23                | 16'                                        |
| Als speler bij Fenerbahçe                  |                                            |                                            |                                            |                                            |                                            |
| 46.                                        | 22 september 2022                          | België – Wales                             | 2 – 1                                      | UEFA Nations League 2022/23                | 37'                                        |
| 47.                                        | 25 september 2022                          | Nederland – België                         | 1 – 0                                      | UEFA Nations League 2022/23                | -                                          |
| 48.                                        | 18 november 2022                           | België – Egypte                            | 1 – 2                                      | Vriendschappelijk                          | -                                          |
| 49.                                        | 23 november 2022                           | België – Canada                            | 1 – 0                                      | WK 2022 groepsfase                         | 44'                                        |
| 50.                                        | 27 november 2022                           | België – Marokko                           | 0 – 2                                      | WK 2022 groepsfase                         | -                                          |
| 51.                                        | 20 juni 2023                               | Estland – België                           | 0 – 3                                      | Kwalificatie EK 2024                       | -                                          |
| 52.                                        | 9 september 2023                           | Azerbeidzjan – België                      | 0 – 1                                      | Kwalificatie EK 2024                       | -                                          |
| 53.                                        | 15 november 2023                           | België – Servië                            | 1 – 0                                      | Vriendschappelijk                          | -                                          |
| 54.                                        | 23 maart 2024                              | Ierland – België                           | 0 – 0                                      | Vriendschappelijk                          | -                                          |
| 55.                                        | 26 maart 2024                              | Engeland – België                          | 2 – 2                                      | Vriendschappelijk                          | -                                          |
| Totaal                                     | Totaal                                     | Totaal                                     | Totaal                                     | Totaal                                     | 27                                         |
| Bijgewerkt t/m 26 maart 2024.              |                                            |                                            |                                            |                                            |                                            |

## Erelijst
| Competitie          | Aantal  | Jaren   |
| Chelsea             | Chelsea | Chelsea |
| ------------------- | ------- | ------- |
| Premier League      | 1x      | 2016/17 |
| FA Cup              | 1x      | 2017/18 |
| Valencia            |         |         |
| Copa del Rey        | 1x      | 2018/19 |
| Beşiktaş            |         |         |
| Turkse Supercup     | 1x      | 2021/22 |
| Fenerbahçe          |         |         |
| Turkse voetbalbeker | 1x      | 2022/23 |

| Competitie                  | Winnaar | Winnaar | Runner-up | Runner-up | Derde  | Derde  |
| Competitie                  | Aantal  | Jaren   | Aantal    | Jaren     | Aantal | Jaren  |
| België                      | België  | België  | België    | België    | België | België |
| --------------------------- | ------- | ------- | --------- | --------- | ------ | ------ |
| Wereldkampioenschap voetbal |         |         |           |           | 1x     | 2018   |

| Competitie         | Aantal | Jaren |
| ------------------ | ------ | ----- |
| Individueel        |        |       |
| Ebbenhouten Schoen | 1x     | 2014  |

## Trivia
- Hoewel Michy Batshuayi de broer van Aaron Leya Iseka is, hebben ze elk een verschillende achternaam. Batshuayi is de familienaam van hun vader Pino, Leya Iseka die van hun moeder Viviane.